# Andreich Jenő
Glogoni, Andreich Jenő (Salgótarján, 1890. december 12. – 1953. szeptember 8.) magyar mérnök, közgazdász, konjunktúrakutató.

## Szakmai életútja
Az érettségi után a Királyi József Műegyetemenn tanult, ahol 1922-ben mérnökként, 1925-ben közgazdászként végzett, és 1928-ban doktori oklevelet szerzett. A Királyi József Műegyetemen 1928-tól tanársegédként nemzetgazdaságtant adott elő. 1925-től 1936-ig a közgazdaságtani és pénzügytani szeminárium oktatója volt a Heller Farkas vezette intézetben. Az egyetemen 1932-től adjunktusként, 1937-től a konjunktúrakutatás tanáraként oktatott. Egyetemi magántanárként 1940-től a közigazgatásról, 1944-től emellett a gazdasági helyzetváltozások kutatási módszereiről tartott előadásokat. 1932-től a Ludovika Akadémián is tanított. 1938-tól a Magyar Nemzeti Bank tisztviselőjeként dolgozott, 1940-től a Magyar Nemzeti Bank közgazdasági témáinak előadója volt. Az 1940-es évek első felében a Miniszterelnökség Gazdaságtanulmányi Osztályának főelőadója volt. Az államot képviselte a Fanto Egyesült Magyar Ásványolajgyárak Rt. igazgatójaként.
1944-ben a Kőolaj-finomítógyár Rt. igazgatóságába delegálták. 1946-ban politikai okból külföldre távozott. 1947-ben Ortutay Gyula kultuszminiszter utasításának értelmében a Műegyetemen a tanítási jogosítványát megvonták.
Amerikai emigrációban hunyt el.
1924-től az Magyar Statisztikai Társaság tagja volt, 1932-ben rendes taggá választották, 1933 és 1943 között a szervezet titkári posztját töltötte be. A Magyar Mérnök- és Építész-Egylet IX., Közgazdasági Szakosztályában 1928-ban jegyzővé választották. 1928-tól az Országos Gépjárműügyi és Közúti Közlekedésrendészeti Bizottság (OGKB) szakértője volt. 1936-ban a Legkisebb Munkabéreket Megállapító Bizottság asztalosipari tagozatának alelnökévé választották. Szintén ekkortól a Kereskedelem- és Közlekedésügyi Minisztérium Árelemző Bizottságának tagjaként végzett szakértői tevékenységet.
Munkásságának nagy része az árucsere, az áralakulás és a piac jelenségeinek tudományos vizsgálatához kapcsolódott; cikkeiben idősorkutatással, korreláció- és regresszióanalízissel foglalkozott eredeti megoldásokkal és az egyetemi oktatásban is használt eszközrendszerrel. A természettudományokban végbement fejlődéssel párhuzamosan matematikai statisztikai módszereket alkalmazott a jelenségek között fennálló kapcsolatok, törvényszerűségek szabatos megismerésére, feltárására. Műveiben a konjunktúrakutatás célját úgy határozta meg, mint a gazdasági élet változásait, mozgásjelenségeit jellemző adatsorok megfigyelését, az egyes jelenségek között tapasztalható összefüggések felderítését, statisztikai értékelését. Kiadott művei elősegítették a magyar matematikai statisztika megteremtését és gyakorlati alkalmazását a konjunktúra elemzéseiben. Írásai megjelentek a Heller Farkas által szerkesztett Közgazdasági Szemlében.
Édesanyja Künze Antónia.

## Legfontosabb publikációi
- A konjunktúrakutatás statisztikai módszerei. Közgazdasági Szemle. 1927. 51. 217-233.[5]

- A racionalizálás lényege. Magyar Mérnöki és Építész Egyleti Közlöny Melléklete. Technika és közgazdaság. 1928. július 22. p. 49-50.[6]

- Az ártörvényszerűségek statisztikai megközelítésének tudományos és gyakorlati jelentősége. Közgazdasági Szemle. 1933. 57. 145-211.[7]

- A tudományos kutatómunka fejlődése és a közgazdaságtan. Közgazdasági Szemle. 1934. 58. 616-619.

- A konjunktúrakutatás módszerei. Magyar Tudományos Akadémia. Bp., 1937.  Az MTA díjával kitüntetett pályamű.[8]

- Magyar-lengyel gazdasági kapcsolatok új közlekedéspolitikai lehetőségei. Közgazdasági Szemle. 1939. 63. 608-616.[9]